# Tadasana
Tadasana (en sánscrito: ताडासन, AITS: Tāḍāsana), samasthiti o postura de la montaña es una asana de pie en el yoga moderno. Es una postura utilizada como punto de partida para otras asanas. Es una postura considerada de nivel básico o para principiantes.

## Etimología
La palabra en sánscrito Tadasana significa 'postura de la montaña':
- Tada (en sánscrito: ताड, AITS: tāḍa), que significa 'montaña'[1]
- Asana (en sánscrito: आसन, AITS: āsana), que significa 'postura'[2]

## Descripción
Tadasana es una asana de pie que contribuye a mejorar la postura, el balance y la calma. Una vez que se comprende la importancia de una correcta postura de pie será más fácil mantener la alineación en las otras posturas. De acuerdo a B. K. S. Iyengar,

Las personas no prestan atención al método correcto de estar de pie. Algunos se paran con el peso del cuerpo tirado solo en una pierna, o con una pierna vuelta completamente de lado. Otros soportan todo el peso en los talones, o en los bordes internos o externos de los pies. Esto se puede notar observando dónde se desgastan las suelas y los talones de los zapatos. Debido a nuestros pies defectuosos, adquirimos deformidades específicas que dificultan la elasticidad de la columna. Incluso si los pies se mantienen separados, es mejor mantener el talón y el dedo del pie en una línea paralela al plano medio y no en ángulo. Mediante esta postura, las caderas se contraen, se estira el abdomen y se adelanta el pecho. Uno siente luz en el cuerpo y la mente adquiere agilidad. Si nos paramos con el peso del cuerpo tirado solo sobre los talones, sentimos que el centro de gravedad cambia, las caderas se sueltan, el abdomen sobresale, el cuerpo se cuelga hacia atrás y la columna siente la tensión y, en consecuencia, pronto nos sentimos fatigados y la mente se vuelve opaca. Por lo tanto, es esencial dominar el arte de pararse correctamente.
B. K. S. Iyengar, 2005 [1996]

## Estudios

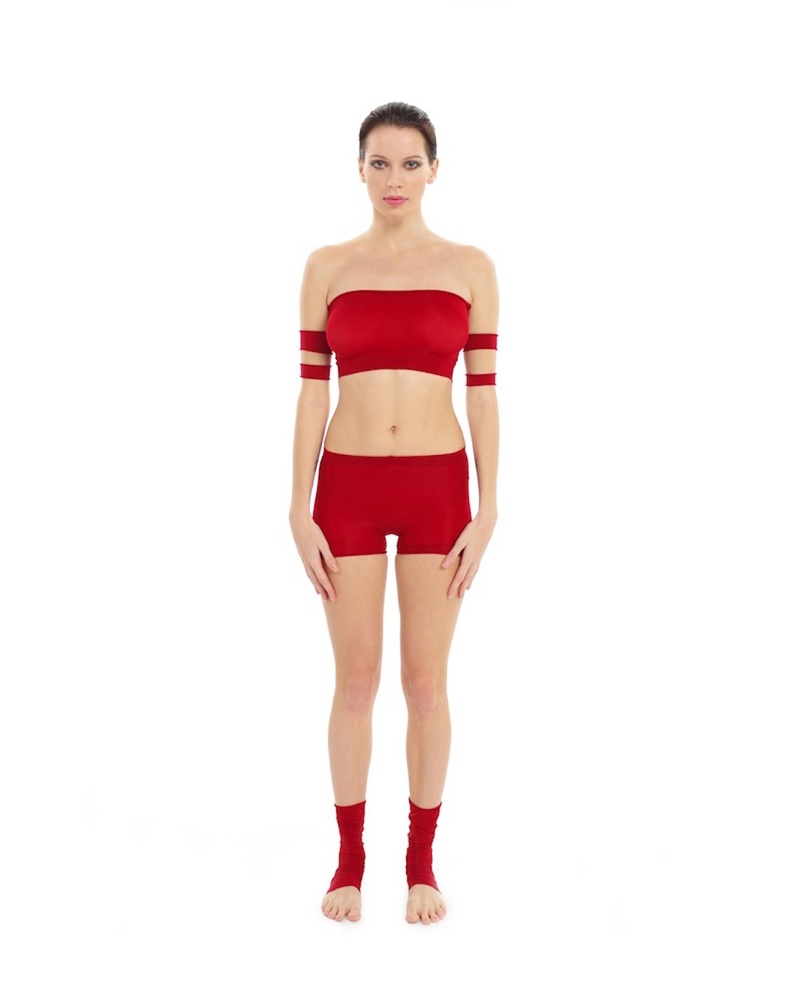
Vista frontal de Tadasana, la disposición del cuerpo en la postura de la montaña puede considerarse óptima a la luz de los criterios de postura correcta.

Un estudio publicado el 2011 de ensayo clínico en Karnataka, India, con 123 pacientes con diabetes mellitus tipo 2 a lo largo de 3 meses en donde se incluyó esta asana mostró que los practicantes de yoga lograron en promedio una reducción del estrés oxidativo de 20% (60 pacientes) en comparación al grupo de control (63 pacientes).
Un estudio en Hong Kong publicado el 2015 se realizó para examinar los efectos del hatha yoga durante 12 semanas sobre la resistencia cardiorrespiratoria, la fuerza y resistencia muscular, y la flexibilidad de la espalda baja y los músculos isquiotibiales en adultos chinos. La rutina diaria incluyó 57 posturas dentro de las cuales se consideraron las siguientes: Utkatasana, Tadasana, Malasana, Vrikshasana, Ushtrasana y Virabhadrasana. Los resultados mostraron mejoras significativas en el grupo experimental de hombres y mujeres (87 personas) respecto al grupo de control (86 personas).
Otro estudio en Pune, India, publicado el 2019, se llevó a cabo para determinar el impacto de la práctica de asanas con el objetivo de comprobar si existe un efecto en la capacidad de equilibrio en personas de 60 a 75 años. Del grupo de muestreo de 40 personas, se eligieron 20 como grupo experimental (10 hombres y 8 mujeres) que llevó durante 4 semanas sesiones de 25 a 30 min en donde se ejercitaron las siguientes asanas paulatinamente: Tadasana, Virabhadrasana, Utkatasana, Vrikshasana, Trikonasana y Adho mukha svanasana; todas con la ayuda de una silla. El estudio concluyó que las yogasanas son efectivas para mejorar el equilibrio en personas de edad avanzada al final de cuatro semanas en comparación con el grupo de control.

## Contraindicaciones
Es una postura contraindicada para personas con dolor de cabeza, hipotensión arterial e insomnio.